# Търговищки партизански отряд
Търговищкият партизански отряд „Михаил Петров“ е подразделение на Девета Шуменска въстаническа оперативна зона на НОВА по време на партизанското движение в България (1941 – 1944). Действа в околностите на Търговище и Разград.
Първите комунистически партизани в Търговищко излизат в нелегалност през юли 1941 г. Създават Търговищката чета (1942).
След разрастване на четата на 24 септември 1943 г. в местността „Пандъклъка“ край село Лозница е формиран Търговищкият партизански отряд. Командир е Михаил Петров, политкомисар Иван Господинов. Провежда акции в с. Лозница и с. Манастирица. Сражава се с армейски и жандармерийски подразделения на 8 януари 1944, при което загиват 17 партизани в това число е и командира Михаил Петров.
След възстановяване и прегрупиране приема името на загиналия си командир Михаил Петров. Новият командир на отряда е Кирил Видински. Провежда съвместно с Омуртагски партизански отряд акции в с. Змейно, с. Преселец, с. Острец и разсадника до гр. Търговище. Съвместно с Поповския партизански отряд овладява с. Кестеново, с. Осен и с. Черковна.
Участва в установяването на властта на ОФ в село Кочово на 8 септември и в Шумен на 9 септември 1944 г.